# ذيعبة (دوعن)
'

تعديل مصدري - تعديل

ذيعبة هي إحدى قرى عزلة صيف بمديرية دوعن التابعة لمحافظة حضرموت، بلغ تعداد سكانها 19 نسمة حسب تعداد اليمن لعام 2004.